# Sandra Tiezza
Sandra Tiezza (Cortina d'Ampezzo, 14 febbraio 1954) è un'ex sciatrice alpina italiana.

## Biografia
Specialista delle prove tecniche sorella di Giovanna, a sua volta sciatrice alpina, Sandra Tiezza ha fatto parte della nazionale italiana dal 1968 al 1972; in Coppa del Mondo esordì il 5 gennaio 1971 a Maribor in slalom gigante (51ª) e prese per l'ultima volta il via il 18 marzo 1972 a Pra Loup nella medesima specialità classificandosi 17ª, suo miglior risultato nel circuito. Non prese parte a rassegne olimpiche o iridate.

## Palmarès

### Campionati italiani
- 4 medaglie[5]:
  - 2 argenti (slalom speciale, combinata nel 1972)
  - 2 bronzi (slalom gigante, slalom speciale nel 1971)